# Mata Utu
Mata Utu (wallisianisch Matāʻutu) ist ein Ort im Distrikt Hahake, der als Teil des Königreichs Uvea zu Wallis und Futuna gehört. Der Ort ist zugleich Chef-lieu des Distrikts, des Königreichs und des französischen Überseegebiets. Zudem ist die Kathedrale von Mata Utu Bischofssitz des römisch-katholischen Bistums Wallis und Futuna.
Die Insel Uvea gehört zum Archipel der Wallis-Inseln, welcher mit den Horn-Inseln Wallis und Futuna bildet.
Mata Utu liegt an der gleichnamigen Bucht an der Ostküste der Insel. Etwa 5,6 Kilometer nordwestlich liegt der internationale Flughafen Wallis Hihifo.

## Bevölkerungsentwicklung
Im Jahr 2013 lebten in Mata Utu 1075 Einwohner.  Dies waren 9 % der Bevölkerung des Territoriums, 13 % von Wallis und 30 % des Distrikts Hahake. Die Bevölkerung ist rückläufig.

## Söhne des Ortes
- Tomasi Kulimoetoke II. (1918–2007), 50. König von Uvea
- Benjamin Brial (1923–2004), Politiker
- Samuel Tuia (* 1986), Volleyballspieler
- Felise Vaha'i Sosaia (* 1999), Speerwerfer
- Stephen Mailagi (* 2001), Kugelstoßer

## Persönlichkeiten
- Françoise Perroton (1796–1873), lebte von 1846 bis 1854 als Pionierin der Laienmissionarinnen (SMSM) in Mata Utu